# أرخبيل زمبرة

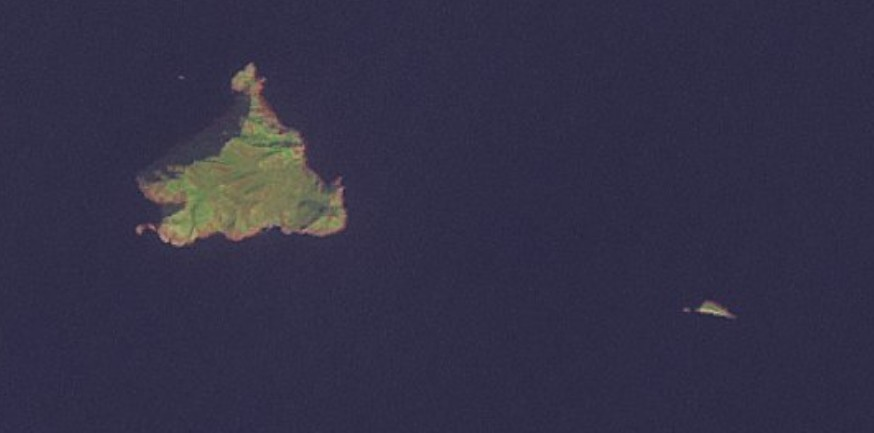
صورة فضائية لأرخبيل زمبرة: الجامور الصغير (على اليمين) والجامور الكبير (على اليسار)

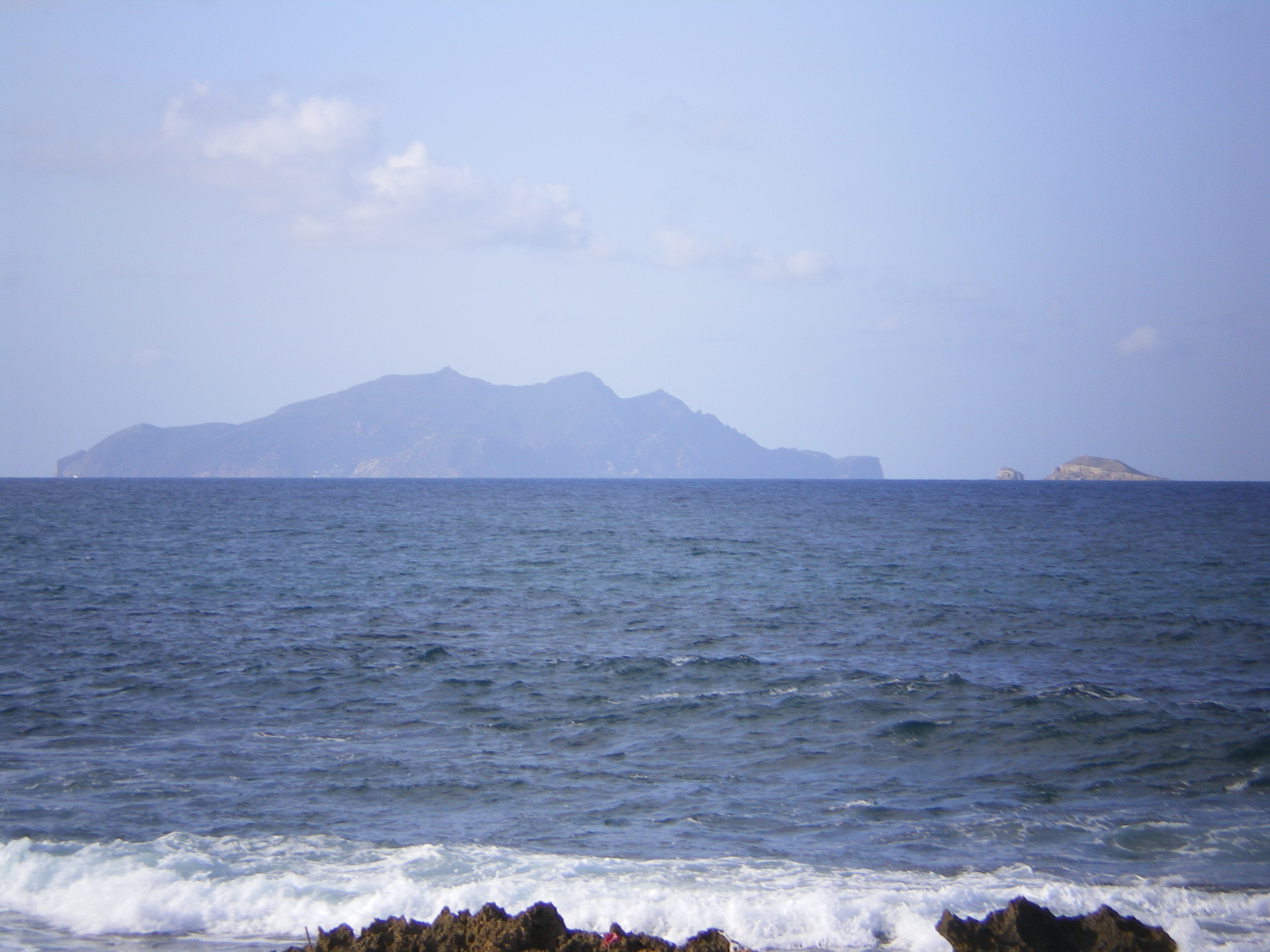
أرخبيل زمبرة كما يظهر من الهوارية: الجامور الصغير (على اليمين) والجامور الكبير (على اليسار)

أرخبيل زمبرة أو أرخبيل الجامور وهو يتكون من مجموعة أربع جزر تقع في عرض خليج تونس مقابل ساحل شمال غربي الوطن القبلي، وهي:
- الجامور الكبير أو زمبرة.
- الجامور الصغير أو زمبريتا.
- جزيرتان صغيرتان هما: لانتورشو والكاتدرائية.[1]